# Liste des fédérations régionales américaines de rugby à XV

La liste des fédérations régionales américaines de rugby à XV est détaillée à travers cet article.
| Pacific Northwest GU Northern California GU Rocky Mountain RFU SCRFU MAGU TGU True South Florida Rugby Union Carolinas Geographical Union NERFU Empire Rugby Football Union Geographical Union EPRU Capital Rugby Football Union Geographical Union |

## Histoire
À l'origine, la Fédération américaine de rugby à XV (USA Rugby) regroupait sept fédérations régionales (Territorial Unions). Chacune d'entre elles était elle-même divisée en comités locaux (Local Area Unions) qui étaient au nombre de 34, plus 4 comités indépendants.
En septembre 2013, l'USA Rugby Board a créé douze, puis treize, Geographical Unions (GUs) dans le cadre d'un programme pilote visant à examiner une nouvelle structure simplifiée pour soutenir la croissance du rugby dans le pays et offrir davantage de prestations aux clubs dans les zones locales.
Les syndicats géographiques (plus grands que les LAU's, mais plus petits que les Territorial Unions actuelles) sont découpés en fonction d'une combinaison entre la densité des clubs dans une zone et les frontières géographiques naturelles de celle-ci. À chaque GU peut correspondre un État unique, plusieurs États ou des parties d'un plus grand État.
Les principes de l'organisation du GU, les statuts financiers et les règlements ont été élaborés sur une période de 2 ans par un comité mandaté par le président de la fédération américaine, Nigel Melville, dans le but de trouver un meilleur modèle aux structures existantes, en collaboration avec d'autres nations du rugby et d'instances dirigeantes nationales (U.S. National Governing Bodies [NGBs]) membres de l'United States Olympic Committee (USOC).
Lors de la réunion du Congrès de la fédération américaine en janvier 2013, les participants ont approuvé le principe du GU et définitivement adopté le projet comme modèle de gouvernance locale pour le rugby aux États-Unis.

## Liste desGeographical Unions
Les treize GUs sont les suivantes :
| Geographical Union               | Président(e)      | Zones                                                                   |
| -------------------------------- | ----------------- | ----------------------------------------------------------------------- |
| Capital                          | Matthew Robinette | Virginie, Maryland, District of Columbia                                |
| Carolinas                        | Robert Bortins    | Caroline du Nord, Caroline du Sud                                       |
| Eastern Pennsylvania             | Bryan Dewease     | Pennsylvanie, Delaware, New Jersey                                      |
| Empire                           | Ken Pape          | État de New-York, New Jersey                                            |
| Florida                          | Kerri O’Malley    | Floride                                                                 |
| Mid-America                      | Sean Cox          | Dakota du Sud, Nebraska, Kansas, Oklahoma, Missouri                     |
| Midwest (TU)                     | Al Lucas          | Illinois (voir ci-dessous)                                              |
| New England                      | Lori Staples      | Vermont, Maine, New Hampshire, Rhode Island, Connecticut, Massachusetts |
| Northern California              | Rick Humm         | Californie, Nevada                                                      |
| Pacific Northwest                | Jill Williamson   | Oregon, Idaho, État de Washington                                       |
| Rocky Mountain                   | Erik Geib         | Colorado, Wyoming, Utah                                                 |
| Southern California              | Geno Mazza        | Californie                                                              |
| Southwest (Arizona & Rio Grande) | Pieter Hugo       | Arizona, Nouveau-Mexique                                                |
| Texas                            | Kirk Tate         | Texas                                                                   |
| True South                       | Peter Steyn       | Arkansas, Louisiane, Alabama, Tennessee, Mississippi                    |

## Liste desAssociate Unionset desLocal Area Unions
Les AUs et les LAU's subsistants sont les suivants :
| Territorial Union ou Local Area Union | Président(e)     | Adhésion | Zones        |
| ------------------------------------- | ---------------- | -------- | ------------ |
| Alaska (AU)                           | David Delozier   | -        | Alaska       |
| Utah (AU)                             | Ken Rivera       | -        | Utah         |
| Hawaï (AU)                            | Tapu Tupou       | -        | Hawaï        |
| Georgia (AU)                          | Minchul Cho      | -        | Géorgie      |
| Alleghenny (LAU) [Midwest]            | David Ballarotto | -        | Pennsylvanie |
| Chigago Area (LAU) [Midwest]          | Lou Raymond      | -        | Illinois     |
| Illinois (LAU) [Midwest]              | Shawn McKinney   | -        | Illinois     |
| Indiana (LAU) [Midwest]               | Clarissa Harris  | -        | Indiana      |
| Iowa (LAU) [Midwest]                  | Nick Hereen      | -        | Iowa         |
| Michigan (LAU) [Midwest]              | Jeremy Mantei    | -        | Michigan     |
| Minnesota (LAU) [Midwest]             | Becky Reynolds   | -        | Minnesota    |
| Ohio (LAU) [Midwest]                  | Brendan O'Connor | -        | Ohio         |
| Wisconsin (LAU) [Midwest]             | Todd Prochniak   | -        | Wisconsin    |

Le Midwest est à ce jour encore une Territorial Union composée de 9 Local Area Unions dont elles dépendent.